# Woodlawn Memorial Cemetery
Woodlawn Memorial Cemetery är en kyrkogård i Santa Monica, Kalifornien. Den drivs av staden Santa Monica.

## Gravsatta
Flertalet skådespelare och andra människor från nöjesindustrin är begravda på Woodlawn Memorial Cemetery.
Automatiskt genererad lista (förklaring)
| namn                 | dödsdatum             |
| -------------------- | --------------------- |
| Hans Reichenbach     | 1953-04-09            |
| Ed Sanders           | 1954-12-12            |
| George Bancroft      | 1956-10-02            |
| Christabel Pankhurst | 1958-02-13            |
| Lion Feuchtwanger    | 1958-12-21 1958-12-22 |
| Edward Brophy        | 1960-05-27            |
| Leo Carrillo         | 1961-09-10            |
| Henry Daniell        | 1963-10-31            |
| Charles Bickford     | 1967-11-09            |
| Irene Ryan           | 1973-04-26            |
| William Haines       | 1973-12-26            |
| May Sutton           | 1975-10-04            |
| Paul Fix             | 1983-10-14            |
| Paul Henreid         | 1992-03-29            |
| Hal Smith            | 1994-01-28            |
| Doug McClure         | 1995-02-05            |
| Glenn Ford           | 2006-08-30            |
| Janet Blair          | 2007-02-19            |
| Harvey Korman        | 2008-05-29            |
| Phil Hill            | 2008-08-28            |
| Roberts Blossom      | 2011-07-08            |
| Sally Ride           | 2012-07-23            |